# Sophronica nigricollis
Sophronica nigricollis là một loài bọ cánh cứng trong họ Cerambycidae.